# Bart Voskamp
Bertus Voskamp, meglio noto come Bart (Wageningen, 6 giugno 1968), è un ex ciclista su strada olandese.
Professionista dal 1993 al 2005, vinse una tappa al Tour de France 1996.

## Carriera
Corridore dalle spiccate propensioni da cronoman, passò professionista nel 1993 con la squadra olandese della TVM, imponendosi subito nella prova a cronometro dei Campionati nazionali ed in due tappe dell'Olympia's Tour.
Tre anni più tardi si impose all'attenzione internazionale grazie alla vittoria della diciassettesima tappa della Vuelta a España 1994, mentre nel 1996 ottenne la principale vittoria della propria carriera, imponendosi nella diciottesima tappa del Tour de France. L'anno successivo bissò la vittoria alla Vuelta a España di tre anni prima. Seguirono numerose altre vittorie, tra le quali spiccano un Grand Prix Pino Cerami e le classifiche generali del Giro del Belgio e della Ster Elektrotoer.
Il 10 luglio 2014 ammise di aver fatto uso di doping durante il suo periodo alla TVM.

## Palmarès
- 1991

Campionati olandesi, Prova a cronometro
4ª tappa Olympia's Tour
8ª tappa, 2ª semitappa Olympia's Tour
- 1992

Grote Rivierenprijs
7ª tappa, 2ª semitappa Olympia's Tour
- 1994

17ª tappa Vuelta a España (Cangas de Onís > Alto del Naranco)
Profronde van Tiel
- 1995

Wingene
- 1996

18ª tappa Tour de France (Pamplona > Hendaye)
Criterium Boxmeer
Noordwijk aan Zee
Profronde van Surhuisterveen
- 1997

Criterium Mijl van Mares
8ª tappa Vuelta a España (Granada > Cordova)
- 1998

Profronde Stiphout
- 1999

Campionati olandesi, Prova a cronometro
Profronde van Oostvoorne
- 2001

2ª tappa Prueba Challenge Costa Brava
Henk Vos Memorial
Campionati olandesi, Prova a cronometro
2ª tappa Ster Elektrotoer
4ª tappa Ster Elektrotoer
2ª tappa Tour de l'Eurométropole
- 2002

2ª tappa, 2ª semitappa Giro del Belgio (Malines, cronometro)
Classifica generale Giro del Belgio
4ª tappa Tour de Luxembourg
Profronde van Oostvoorne
3ª tappa Ster Elektrotoer
Classifica generale Ster Elektrotoer
- 2003

Grand Prix Pino Cerami
Valkenburg Grotcriterium
- 2005

Gouden Pijl

## Piazzamenti

### Grandi Giri
- Giro d'Italia

1995: 99º
1997: 96º
2000: 123º
- Tour de France

1994: Ritirato (14ª tappa)
1995: 113º
1996: 99º
1997: 98º
1998: Ritirato (19ª tappa)
2000: 115º
- Vuelta a España

1993: 92º
1994: 38º
1996: Ritirato
1998: Ritirato

### Classiche monumento
- Milano-Sanremo

1995: 104º
2000: 157º
- Giro delle Fiandre

2001: 21º
2003: 69º
2004: 86º
- Parigi-Roubaix

2004: 63º
- Liegi-Bastogne-Liegi

1998: 97º
1999: 38º
- Giro di Lombardia

1994: 25º
1995: 26º

### Competizioni mondiali
- Campionati del mondo
- Lugano 1996 - In linea Elite: Ritirato
- San Sebastian 1997 - In linea Elite: 32º
- Valkemburg 1998 - In linea Elite: Ritirato
- Treviso 1999 - Cronometro Elite: 37º
- Verona 1999 - In linea Elite: Ritirato
- Lisbona 2001 - Cronometro Elite: 38º
- Lisbona 2001 - In linea Elite: Ritirato
- Hasselt-Zolder 2002 - In linea Elite: 48º
- Verona 2004 - Cronometro Elite: Ritirato

- Giochi olimpici

Barcellona 1992 - Cronometro a squadre: 9º